# Holving
Holving – miejscowość i gmina we Francji, w regionie Grand Est, w departamencie Mozela.
Według danych na rok 1990 gminę zamieszkiwały 1 032 osoby, a gęstość zaludnienia wynosiła 96 osób/km² (wśród 2335 gmin Lotaryngii Holving plasuje się na 361. miejscu pod względem liczby ludności, natomiast pod względem powierzchni na miejscu 553.).